# St. Georg (Leidling)

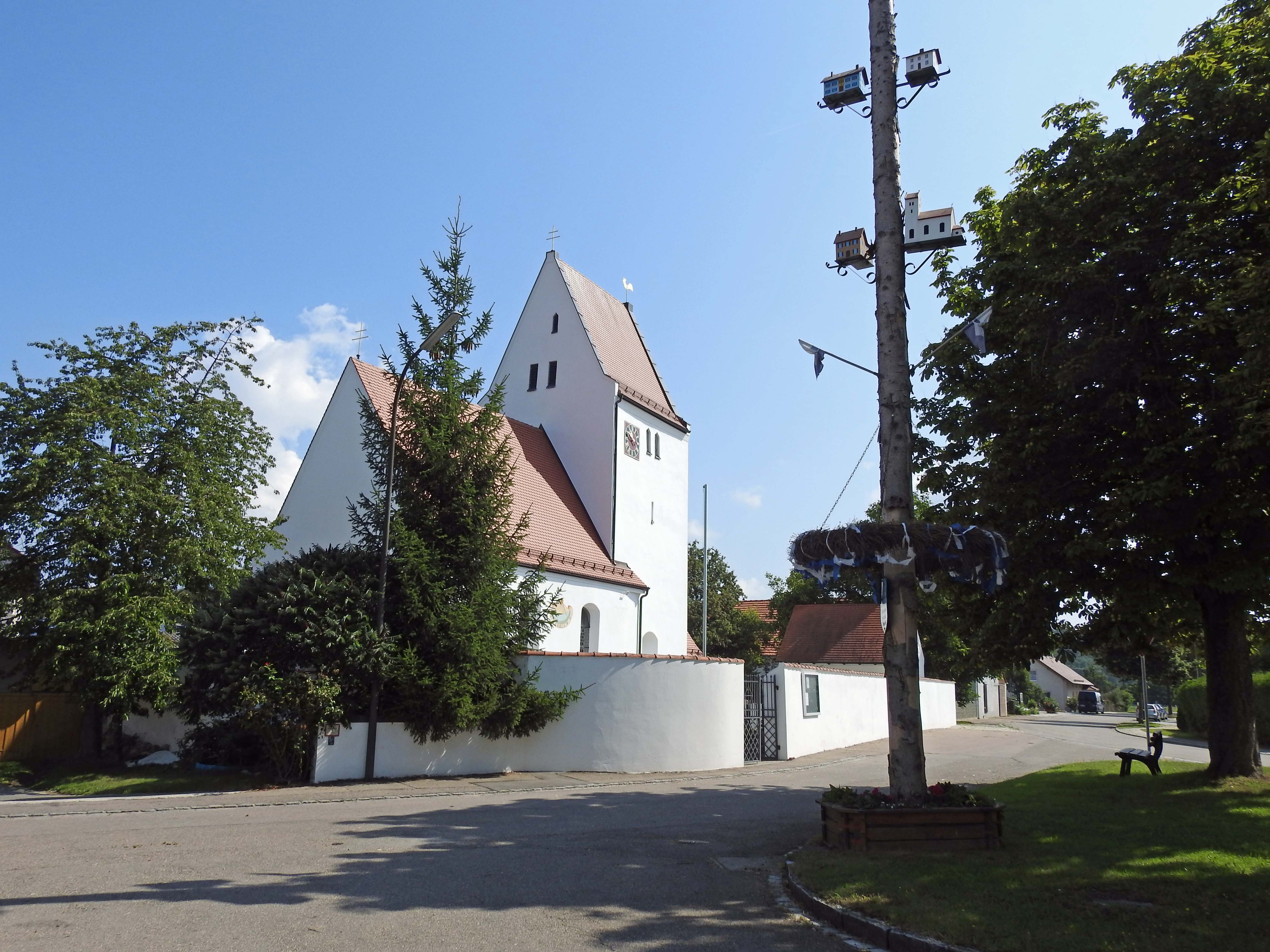
St. Georg in Leidling

Die römisch-katholische Pfarrkirche St. Georg steht in Leidling, einem Gemeindeteil des Marktes Burgheim im oberbayerischen Landkreis Neuburg-Schrobenhausen. Sie ist in der Liste der Baudenkmäler in Burgheim als Baudenkmal unter der Nr. D-1-85-125-25 eingetragen. Die Pfarrei gehört zum Dekanat Neuburg-Schrobenhausen im Bistum Augsburg.

## Beschreibung
Der Chorturm der Saalkirche wurde um 1400 erbaut. An ihn wurde in der ersten Hälfte des 16. Jahrhunderts ein Langhaus nach Westen angebaut. Der Vorbau im Westen führt zum Portal. In dem mit einem Satteldach bedeckten Chorturm befinden sich die Turmuhr und der Glockenstuhl.
Der Innenraum des Langhauses ist mit einer Flachdecke überspannt, der des Chors im Erdgeschoss des Chorturms mit einem Kreuzgratgewölbe. Der Stuck, die Altäre und die Kanzel kamen in der zweiten Hälfte des 17. Jahrhunderts hinzu.